# Martina Čufar
Martina Čufar Potard, slovenska športna plezalka, * 14. januar 1977, Jesenice.
S plezanjem se je začela ukvarjati že z dvanajstimi leti. Leta 1990 je nastopila na prvi tekmi. Leta 1994 je prvič postala članska državna prvakinja. Leta 1997 je prvič osvojila stopničke v svetovnem Pokalu, leta 1999 je bila tretja v skupnem seštevku. Leto 2001 je zaključila s prvim mestom na SP, prav tako pa je bila vodilna na svetovni jakostni lestvici.
Martina je prav tako uspešna plezalka v skali, saj je leta 1997, kot peta ženska na svetu preplezala smer z oceno 8b+. V zadnjem času se je začela posvečati tudi daljšim športnoplezalnim smerem, tako je na Sardiniji skupaj z Markom Lukičem preplezala 300 metrov dolgo smer Hotel Supramonte.
Leta 2005 je preplezala smer Vizija z oceno 8c. Smer z isto oceno je ponovila še 2016 (Max power, Bionnyssay).
Jeseni 2006 se je Martina odločila končati svojo tekmovalno kariero.
Ob koncu leta 2007 je preplezala svojo 200 smer 8a ali več (seznam smeri).

## Športna kariera

### Dosežki

#### 2005
- Svetovni pokal:

- Marbella: 8. mesto
- Valence: 12. mesto
- Kranj: 12.mesto

#### 2004
- Svetovni pokal:

- Marbella: 2. mesto
- Valence: 2. mesto
- Chamonix: 4.mesto

#### 2003
- Svetovni pokal:

- Lecco: 2. mesto
- Aviles: 3. mesto

- Master tekmovanja:

- Bruselj: 1. mesto
- Serre Chevalier: 8. mesto
- Arco: 7. mesto
- Thun: 3. mesto

- Svetovno prvenstvo Chamonix:

- 12. mesto

#### 2002
- Svetovni pokal:

- Lecco: 2. mesto
- Ekaterinburg: 1. mesto

- Svetovni pokal skupno:

- 3. mesto

- Evropsko prvenstvo:

- Chamonix: 2. mesto

- Master tekmovanja:

- Arco: 3.mesto
- Serre Chevalier 1.mesto
- Bruselj 1.mesto
- Shenzen: 3. mesto

- Svetovna jakostna lestvica:

- 2. mesto

#### 2001
- Svetovno prvenstvo Winterthur:

- 1. mesto

- Svetovni pokal:

- Kranj 1. mesto
- Chamonix 1. mesto
- Lecco 3. mesto
- Aprica 3. mesto
- Kuala Lumpur 4. mesto

- Svetovni pokal skupno:

- 2. mesto

- Master tekmovanja:

- Bruselj 1. mesto
- Arco 1. mesto
- Serre Chevalier 3. mesto

- Svetovna jakostna lestvica:

- 1. mesto

#### 2000
- Svetovni pokal:

- Kranj 2. mesto
- Chamonix 2. mesto
- Lecco 3. mesto
- Courmayeur 5. mesto
- Nantes 5. mesto,

- Svetovni pokal skupno:

- 4. mesto

- Master tekmovanja

- Bruselj 1. mesto

### Vzponi v skali

#### Z rdečo piko
- 150 smeri težjih od 8a ,(25 smeri 8b oz. težjih)

- Max power, Bionnyssay (8c) (25.9.2016)
- Vizija, Mišja peč (8c)
- Karizma 8b+
- Kaj ti je deklica, Mišja peč (8b+)
- Millenium, Mišja peč (8b+)
- Abregenief, Saint Leger (8b)
- Pikova dama, Mišja peč (8b)
- Chiquita, Mišja peč (8b)
- Lucky Luke 8b, Mišja peč (8b)
- Moški, Bohinjska Bela (8b)
- Lahko noč Irena , Mišja peč (8b)
- Sreča vrtnice, Mišja peč (8b)
- Mrvaški ples, Mišja peč (8b)
- Acht be, Warmbad (8b)

#### Na pogled
- 188 smeri, težjih od 7c, od tega 34 8a ali več:

- Le chemin du croix (8a+)
- Corbeaux, Peillon (8a)
- Latido del miedo, Terradetes (8a)
- Les ailes du desir, Gorge du Tarn (8a)
- Les nouvelles plantations du Christ, Gorge du Tarn (8a)
- Hatschipatsch, Warmbad (8a)
- Sibirischer Winter, Warmbad (8a)
- Spigolao, Sella Nevea (8a)